# 아네르스 하일스베르
아네르스 하일스베르(덴마크어: Anders Hejlsberg, 1960년 12월 2일 ~)는 덴마크 출신 소프트웨어 공학자이다. 그는 상업적으로 성공한 인기있는 여러 프로그래밍 언어와 개발 도구를 공동 설계하였다.

## 연혁
덴마크 코펜하겐에서 태어난 하일스베르는 덴마크 기술 대학에 진학하여 공학을 공부하였다. 그러나 졸업은 하지 않았다.
그가 대학에 재학 중이던 1980년, 그는 나스컴(Nascom) 마이크로컴퓨터용 프로그램을 만들기 시작하였는데, 이때 그가 만든 파스칼 컴파일러는 초기에 '블루 레이블 파스칼 컴파일러(Blue Label Pascal compiler)'라는 이름으로 나스컴-2 컴퓨터용으로 판매되었다. 그러나 그는 곧 이를 CP/M과 MS-DOS용으로 다시 제작하였고, 처음에는 '컴파스 파스칼(Compas Pascal)'이라는 이름으로 판매하다가, 나중에는 '폴리파스칼(PolyPascal)'이라는 이름으로 판매하였다. 그의 컴파일러는 당시 가장 영향력있는 컴퓨터 과학 책 중 하나였던 《알고리즘 + 자료구조 = 프로그램》의 '타이니 파스칼(Tiny Pascal)'에서 많은 영감을 받았다.
이후 볼랜드로 라이선스된 폴리파스칼은 통합 개발 환경에 포함되어 터보 파스칼이 되었다. 터보 파스칼과 폴리파스칼은 시장에서 서로 경쟁 관계에 있었다. 아네르스와 그의 동료들의 회사였던 폴리데이터(PolyData)는 덴마크에서 마이크로소프트 제품을 배급하였는데, 이 사실은 그들과 볼랜드와의 사이를 나쁘게 하였다. 필립 칸(Philippe Kahn)과 아네르스는 1986년에 처음으로 만났으며, 그들이 함께하는 동안 닐스 옌센(Niels Jensen)은 볼랜드와 폴리데이터와의 관계를 성공적으로 다루었다.

### 볼랜드 재직 시절

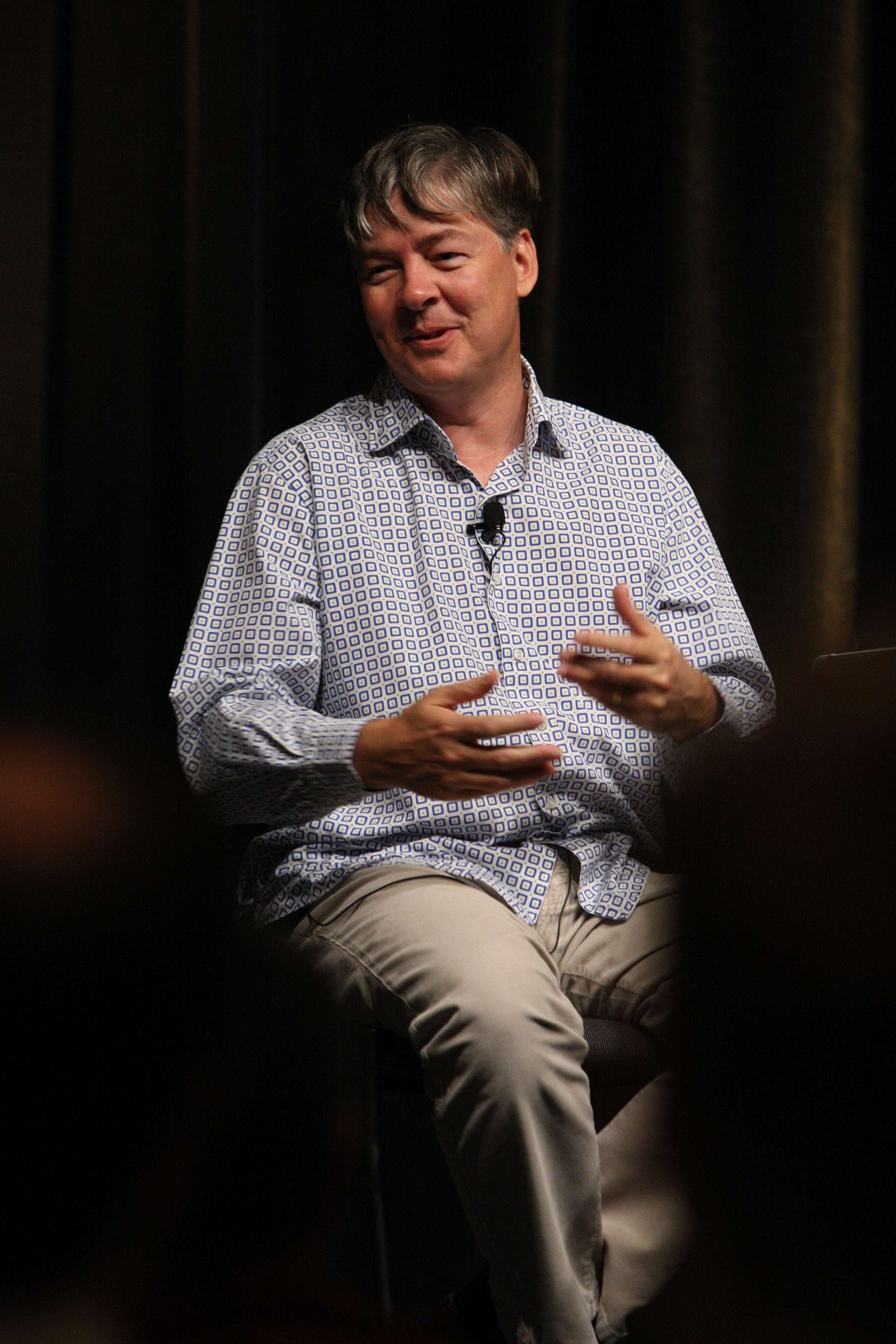
아네르스 하일스베르

볼랜드 터보 파스칼은 상업적으로 가장 성공한 파스칼 컴파일러가 되었다. 폴리데이터에 있던 하일스베르는 1989년 회사가 재정적 압박을 받게 되자, 캘리포니아의 볼랜드로 이직하여 수석 엔지니어(Chief Engineer)가 되었다. 볼랜드에는 1996년까지 재직하였다. 재직 기간 동안 그는 터보 파스칼을 더 개발하였으며, 마침내 터보 파스칼을 대체하는 제품인 델파이 개발 팀의 수석 설계자가 되었다.

### 마이크로소프트 재직중
1996년 하일스베르는 볼랜드를 떠나 최대의 라이벌이었던 마이크로소프트에 합류하였다. 이직 후 첫 작품으로 그는 비주얼 J++와 윈도 파운데이션 클래스(Windows Foundation Classes)를 만들었다. 그는 또한 마이크로소프트 수석 엔지니어(Distinguished Engineer)와 테크니컬 펠로가 되었다. 2000년부터는 C#부터는 프로그래밍 언어 개발팀의 선도 설계자로, 2012년부터는 TypeScript 프로그래밍 언어 핵심 개발자로 일하고 있다.

## 같이 보기
- 터보 파스칼
- 델파이
- C#
- TypeScript